# Wojciech Kajder
Wojciech Kajder (ur. 18 czerwca 1930 w Wadowicach, zm. 13 listopada 1967 w Krakowie) – polski pisarz, reporter, publicysta, dziennikarz. Pracował w "Echu Krakowa" w latach 1950–1967. Jeden z przedstawicieli pokolenia "Współczesności".

## Twórczość
- Czas płynie w Brzegach (1956), opowiadanie
- Śmierć jest światłem (1959), powieść
- Czas wyboru (1963), powieść
- Znowu będziemy młodzi (1969), powieść
- Nokaut (1969), powieść